# Saveuse
Saveuse és un municipi francès situat al departament del Somme i a la regió dels Alts de França. L'any 2007 tenia 719 habitants.

## Demografia

### Població
El 2007 la població de fet de Saveuse era de 719 persones. Hi havia 300 famílies de les quals 56 eren unipersonals (12 homes vivint sols i 44 dones vivint soles), 132 parelles sense fills, 92 parelles amb fills i 20 famílies monoparentals amb fills.
La població ha evolucionat segons el següent gràfic:
Habitants censats

### Habitatges
El 2007 hi havia 320 habitatges, 301 eren l'habitatge principal de la família, 3 eren segones residències i 16 estaven desocupats. 317 eren cases i 3 eren apartaments. Dels 301 habitatges principals, 278 estaven ocupats pels seus propietaris, 19 estaven llogats i ocupats pels llogaters i 4 estaven cedits a títol gratuït; 2 tenien una cambra, 3 en tenien dues, 20 en tenien tres, 72 en tenien quatre i 204 en tenien cinc o més. 262 habitatges disposaven pel capbaix d'una plaça de pàrquing. A 121 habitatges hi havia un automòbil i a 162 n'hi havia dos o més.

### Piràmide de població
La piràmide de població per edats i sexe el 2009 era:
| Homes | Edats   | Dones |
| ----- | ------- | ----- |
| 0     | 95 o +  | 0     |
| 0     | 90 a 94 | 8     |
| 0     | 85 a 89 | 0     |
| 4     | 80 a 84 | 0     |
| 0     | 75 a 79 | 20    |
| 8     | 70 a 74 | 12    |
| 20    | 65 a 69 | 16    |
| 32    | 60 a 64 | 36    |
| 28    | 55 a 59 | 24    |
| 44    | 50 a 54 | 60    |
| 20    | 45 a 49 | 32    |
| 36    | 40 a 44 | 32    |
| 24    | 35 a 39 | 24    |
| 8     | 30 a 34 | 4     |
| 28    | 25 a 29 | 36    |
| 40    | 20 a 24 | 8     |
| 28    | 15 a 19 | 20    |
| 24    | 10 a 14 | 20    |
| 16    | 5 a 9   | 16    |
| 12    | 0 a 4   | 4     |

## Economia
El 2007 la població en edat de treballar era de 488 persones, 306 eren actives i 182 eren inactives. De les 306 persones actives 290 estaven ocupades (150 homes i 140 dones) i 16 estaven aturades (13 homes i 3 dones). De les 182 persones inactives 99 estaven jubilades, 46 estaven estudiant i 37 estaven classificades com a «altres inactius».

### Ingressos
El 2009 a Saveuse hi havia 300 unitats fiscals que integraven 734 persones, la mediana anual d'ingressos fiscals per persona era de 24.459 €.

### Activitats econòmiques
Dels 15 establiments que hi havia el 2007, 1 era d'una empresa de fabricació de material elèctric, 4 d'empreses de construcció, 2 d'empreses de comerç i reparació d'automòbils, 2 d'empreses d'hostatgeria i restauració, 1 d'una empresa financera, 1 d'una empresa immobiliària, 3 d'empreses de serveis i 1 d'una empresa classificada com a «altres activitats de serveis».
L'únic servei als particulars que hi havia el 2009 era un guixaire pintor.
L'any 2000 a Saveuse hi havia 6 explotacions agrícoles.

## Poblacions més properes
El següent diagrama mostra les poblacions més properes.